# Петрова, Тамара Ивановна
Тамара Ивановна Петрова  (род. 5 июня 1937 года, Москва) — специалист в области энергетики. Доктор технических наук, профессор кафедры «Теоретических основ теплотехники им. М. П. Вукаловича» Института тепловой и атомной энергетики Национального исследовательского университета «МЭИ».

## Биография
Тамара Ивановна Петрова родилась в г. Москве 5 июня 1937 года. В 1960 году окончила Теплоэнергетический факультет Московского энергетического института, получив специальность «Технология воды и топлива на ТЭС и АЭС». По распределению попала на работу в МЭИ на кафедру «Технологии воды и топлива». Работала на кафедре младшим научным сотрудником. В 1966 году поступила в аспирантуру МЭИ.
В 1971 году защитила кандидатскую диссертацию. Получила научную степень кандидата технических наук. С 1983 года работала на кафедре в должности старшего научного сотрудника, с 1987 года работала заведующей научно-исследовательской лабораторией института. В 1990 году была назначена заместителем заведующего кафедрой «Технология воды и топлива на ТЭС и АЭС». С 1993 года была ведущим научным сотрудником кафедры.
В 2001 году защитила докторскую диссертацию на тему: «Теоретический анализ и разработка рекомендаций для оптимизации водно-химических режимов тепловых электростанций». Получила ученое звание доктора технических наук и ученую степень профессора.
С 2004 года работает профессором кафедры «Технология воды и топлива на ТЭС и АЭС» (ныне это кафедра "Теоретических основ теплотехники им. М. П. Вукаловича". В институте она читает лекции, ведет семинары по водно-химическим режимам на ТЭС и АЭС.
Автор около 200 научных и учебно-методических работ, включая 8 учебников и двух монографий, была научным руководителем более 20 аспирантов (Цуканова Т. В. «Использование комплексных соединений при подготовке добавочной воды для оптимизации водохимического режима водогрейных котлов и систем водоснабжения» и др.), включая аспирантов из Монголии и Сербии, защитивших в МЭИ кандидатские диссертации.
Была председателем российского Национального комитета Международной ассоциации воды и водяного пара, членом рабочей группы Международной ассоциации по свойствам воды и водяного пара, Президентом Международной ассоциации по свойствам воды и водяного пара и др.

## Награды
- Заслуженный работник РАО ЕЭС (2004).
- Премия Правительства Российской Федерации в области науки и техники в области образования (2005).
- Лауреат премии НИУ МЭИ «Почет и признание поколений» (2015).
- Диплом и золотая медаль 51-й Международной выставки «Брюссель-Эврика 2002»

## Труды
- Петрова Т.И. Пути поступления органических примесей в пароводяной тракт ТЭС и их влияние на качество теплоносителя// Научно-техническая конф. "Водоподготовка, водный режим, химконтроль на ТЭС и АЭС и топливоиспользование": Тез. докл. М., 2000. С. 13-14.
- Петрова Т. И., Мацько Т. В. Использование комплексообразующих соединений для коррекционной обработки воды в системах теплоснабжения. // Вестник МЭИ 2007. № 1 С. 29-31.
- Мацько Т. В., Петрова Т. И. Повышение эффективности систем теплоснабжения при применении комплексных соединений. 11-я международная научно-техническая конференция студентов и аспирантов. \Тезисы докладов т. 3 2-3 марта. Москва — 2005 — С.166-167.
- Мацько Т. В., Петрова Т. И. Использование комплексонов и комплексонатов для коррекции водно-химического режима теплосети. 12-я международная научно-техническая конференция студентов и аспирантов. Тезисы докладов т. 3 4-5 марта. Москва. 2006, С.174-176.